# 朱炯俊
朱炯俊（1991年4月22日—），韩国男子速度滑冰运动员，2013年冬季世界大学生运动会男子团体追逐赛金牌得主和男子1500米铜牌得主、2013年世界单程距离速度滑冰锦标赛男子团体追逐赛银牌得主、2014年冬季奥林匹克运动会男子团体追逐赛银牌得主。